# اچ‌ام‌اس اوشن (۱۸۰۵)
اچ‌ام‌اس اوشن (۱۸۰۵) (به انگلیسی: HMS Ocean (1805)) یک کشتی بود که طول آن ۱۹۶ فوت (۶۰ متر) بود. این کشتی در سال ۱۸۰۵ ساخته شد.